# Торшер

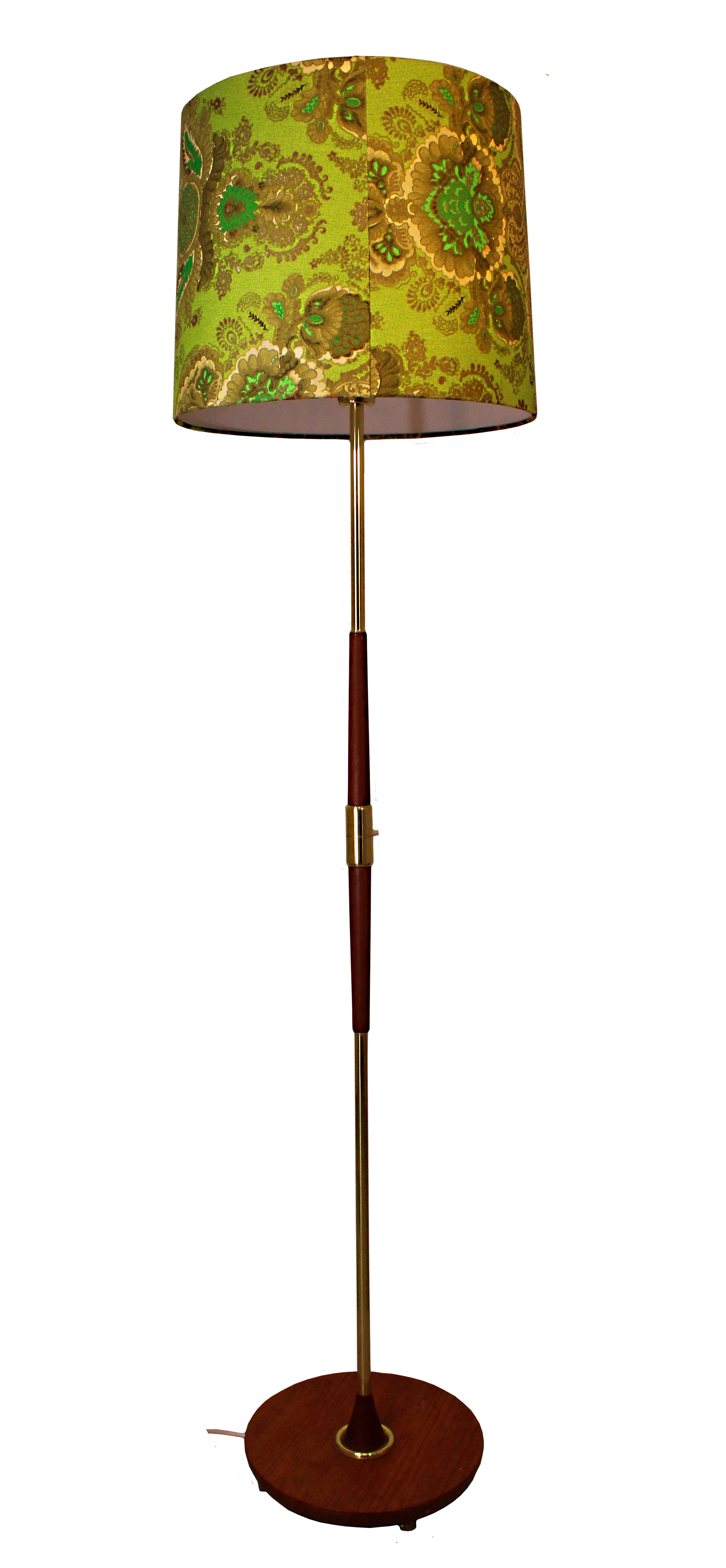
Торшер с рассеянным светом

Торше́р (фр. torchère от torche — факел) (непр.: торшет) — напольный светильник на высокой подставке, с абажуром, закрывающим источник света. Благодаря абажуру торшер излучает неяркий, рассеянный свет, который не утомляет глаза. Также из-за этой особенности торшеры широко применяются в дизайне интерьера для создания атмосферы уюта.

## Виды торшеров

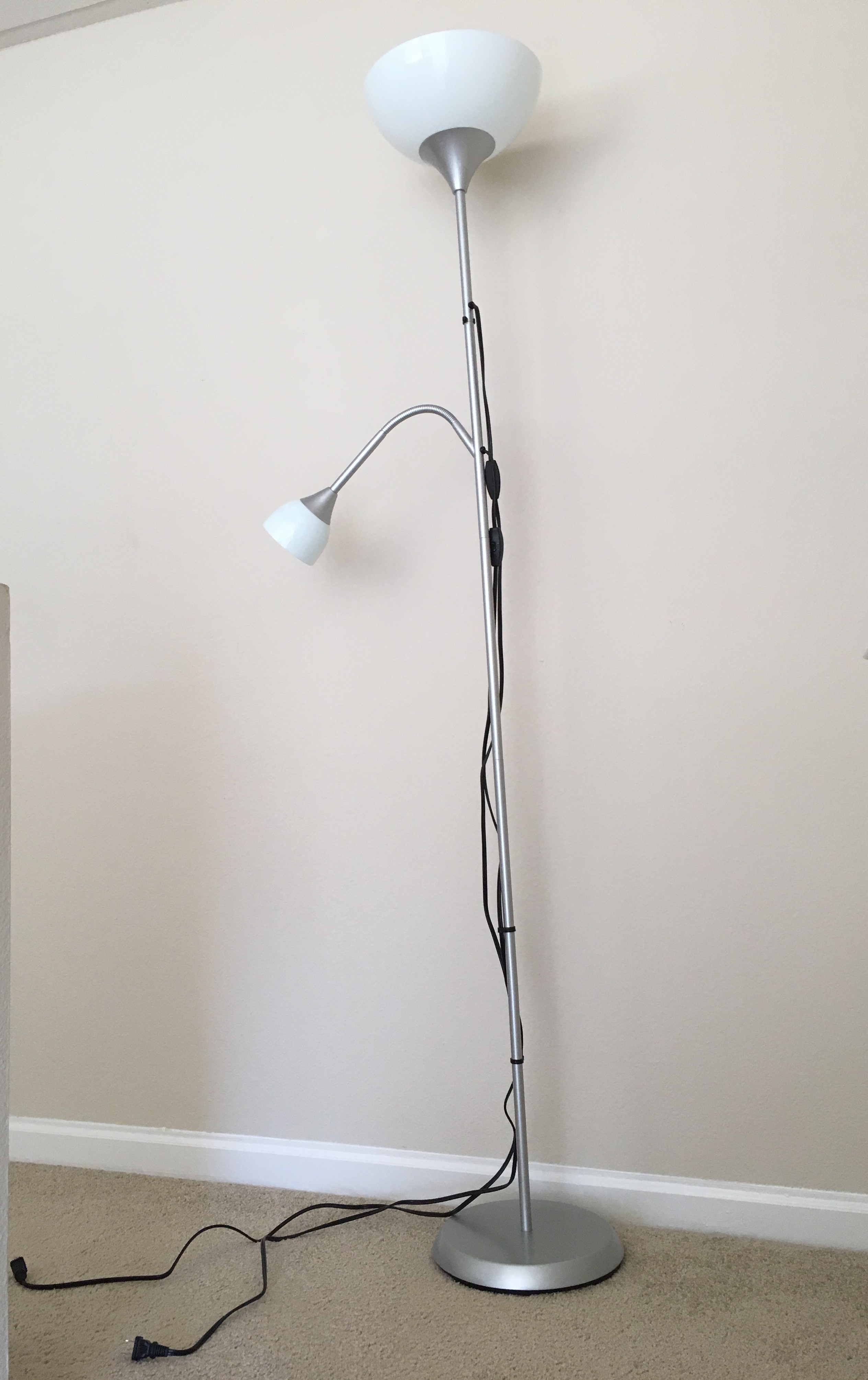
Торшер для чтения

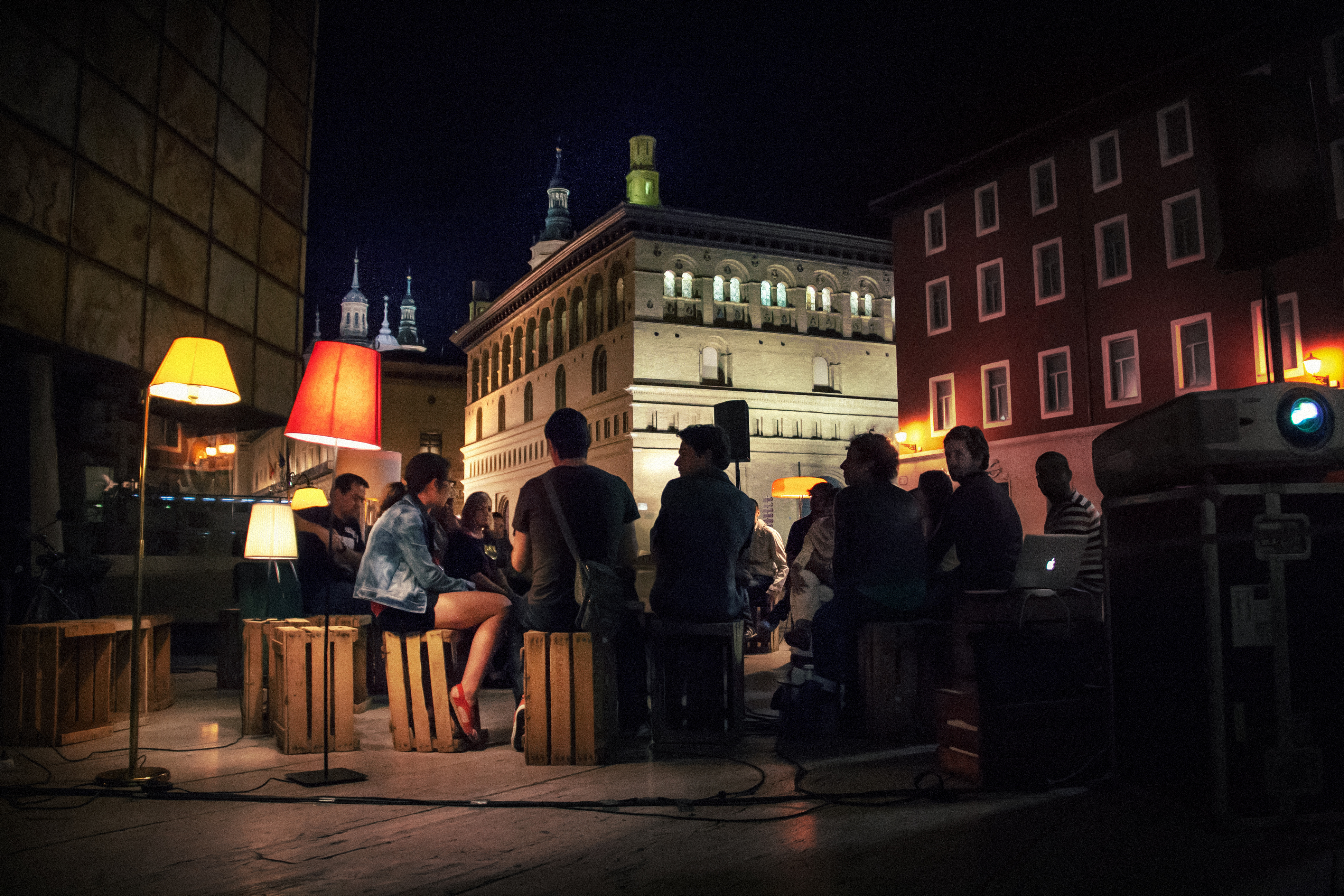
Уличные торшеры в Сарагосе

Торшеры бывают комнатные (устанавливают внутри помещений) и уличные. Комнатные торшеры обычно имеют степень защиты IP20, в то время как уличные — от IP44 и выше. Уличный торшер поможет создать уют на веранде, балконе и в других зонах отдыха.

Также существуют торшеры с возможностью изменения длины, наклона и подвижности плафона. Основание светильника увесистое, так как удерживает всю конструкцию плафона и чаще всего содержит в себе трансформатор. Включение и выключение торшеров может регулироваться диммером (изменение интенсивности светового потока), веревочным, ножным, сенсорным, или выключателем на корпусе.

Различают торшеры рассеянного и направленного света. Рассеянный свет торшера создаёт мягкую, расслабляющую атмосферу, в то время как направленный может использоваться в акцентном освещении.
В нём могут быть установлены как один источник света, так и несколько. Кроме того, существуют торшеры как с абажурами, так и без них. Некоторые модели имеют основной плафон с рассеивающим светом и второй — с направленным (обычно со светодиодным модулем). Такие светильники используют для чтения.

### По способу установки
- Переносные (устанавливаются без крепления);
- Стационарные (чаще уличные).

### По типу источников света
Зависит от типа лампы:
- С лампой накаливания;
- С галогенной лампой;
- С люминесцентной лампой;
- Со светодиодным модулем.

## Торшер как источник опасности
Торшер, в котором используются галогенные лампы или лампы накаливания, может стать причиной пожара. В связи с этим многие инструкции по технике пожарной безопасности содержат пункт, запрещающий накрывать работающий торшер изделиями из легковоспламеняющихся материалов. Особую опасность в этом отношении представляют торшеры без абажура, которые должны быть либо оборудованы более безопасными источниками света, либо расположены с учётом возможной опасности возгорания.